# Olle Anderberg
Olle Henrik Martin Anderberg, född 13 september 1919 i Asmundtorps församling, Malmöhus län, död 28 september 2003 i Linköping, var en svensk brottare och gymnastiklärare. Han tävlade för Eskilstuna GAK. Han spelade också fotboll och bandy i Eskilstunalaget IK City.
Olle Anderberg är begravd på Råå kyrkogård i Helsingborg.

## Meriter
- OS: Guld 1952 (fri stil); Silver 1948 (grekisk-romersk stil)
- VM: Guld 1950, 1953 (grekisk-romersk stil); Guld 1951, Silver 1954 (fri stil)
- EM: Guld 1947 (grekisk-romersk stil), 1949 (fri stil); Silver 1946 (fri stil)
- SM: 27 individuella SM-guld 1942–1962.